# Орфеум (театр)
О́рфеум (англ. The Orpheum Theatre) — театр, расположенный в центре Мемфиса, штат Теннесси. Здание построено в 1928 году. Один из немногих сохранившихся «дворцов кино» 1920-х годов. В 1980-х годах произведена реставрация театра общей стоимостью $5 млн. Вместимость театра — 2300 человек.
Орфеум и Центр исполнительских искусств и образования «Халлоран» входят в состав Театральной группы Орфеум, поддерживаемой сообществом некоммерческой организации, которая занимается эксплуатацией и обслуживанием этих учреждений и проводит образовательные программы.

## История
За свою историю театр пережил несколько банкротств, крупный пожар, а также находился под угрозой сноса для строительства офисного комплекса.
В 1890 году на пересечении Главной улицы и Бил-стрит в Мемфисе был построен «Большой Оперный Дом» (англ. Grand Opera House), которого называли «лучшим театром за пределами Нью-Йорка». В то время большой популярностью пользовались пьесы-водевили. В 1907 году Оперный Дом стал частью цепи Орфеум и был переименован в «Театр Орфеум».
Водевили пользовалась успехом у посетителей Орфеума на протяжении почти двух десятилетий. Но в 1923 году после шоу, которое представляла певица Блоссом Сили (англ. Blossom Seeley), начался пожар, и здание театра полностью сгорело.

### Строительство нового Орфеума
В 1928 году на территории, где располагался Большой Оперный Дом, был построен новый Орфеум за $1,6 млн, однако он сильно отличался от предшественника. Театр стал в два раза больше и был красиво оформлен. В 1940 году Орфеум был куплен сетью кинотеатров Malco и стал демонстрировать фильмы.

### Призрачный театр
По словам некоторых посетителей, в Орфеуме обитают два призрака. Люди утверждают, что видели в театре призрака по имени Мэри возрастом 12 лет. Сотрудники слышали хлопки дверей и видели мерцания огней, когда уходили. Вероятно, таким образом Мэри «прощается» с ними. Кроме того, существуют слухи о крови на месте C-5, где призрак якобы любит сидеть, хотя этому не найдено никаких доказательств.
Второй миф о призраках в Орфеуме состоит в том, что в театре живёт замаскированная фигура, которая обитает в вентиляционных каналах. Безымянный призрак, как считается, протягивает свою тёмную руку из литья, которое покрывает отверстие в вентиляционном канале, и махает зрителям во время представлений. Многие из тех, кто утверждали, что видели этого призрака, позже признали, что на самом деле это был пух, который каким-то образом застрял в канале и развевался на ветру.

### Реконструкция
В 1976 году в Malco решили продать здание, шла речь о сносе театра для постройки офисного комплекса. Однако в 1977 году Фонд Развития Мемфиса (англ. Memphis Development Foundation) приобрёл Орфеум и возобновил его работу.
Через 54 года, в 1982 году, Орфеум был закрыт на Рождество для проведения реконструкции стоимостью $5 млн. Повторное открытие состоялось в январе 1984 года, что означало начало возрождения индустрии развлечений в Даунтауне Мемфиса.
Сегодня Орфеум является некоммерческой организацией и продолжает существовать за счёт поддержки общества.

## Комментарии
1. ↑  «Дворцы кино»[англ.] — большие, искусно украшенные кинотеатры, построенные в период с 1910-х по 1940-е годы.